# 44P/Reinmuth
44P/Reinmuth 2, komet Jupiterove obitelji. 